# 奥尔巴赫 (代根多夫县)
奥尔巴赫是德国巴伐利亚州的一个市镇。总面积24.08平方公里，总人口2172人，其中男性1078人，女性1094人（2011年12月31日），人口密度90人/平方公里。